# Eunice Wilson
Eunice Wilson (Michigan, 2 april 1911 - Los Angeles, 10 januari 1984) was een Amerikaanse zangeres en danseres, actief in de jaren dertig en veertig van de 20ste eeuw. De Afro-Amerikaanse  trad op in populaire nachtclubs en theaters. Ze speelde ook in een drietal films, waaronder "No Time for Romance", de eerste Afro-Amerikaanse film in kleur.

## Films
- Murder in Harlem, 1935
- An All-Colored Vaudeville Show, 1935 (short)
- Sun Tan Ranch, 1948
- No Time for Romance, 1948

## Bron
- Eunice Wilson in Internet Movie Database